# Wuraola Esan
Wuraola Esan, född 1909, död 1985, var en nigeriansk lärare, kvinnorättsaktivist och politiker. Hon var också hövding, Iyalode av Ibadan, 1975-1985. 
Hon blev 1935 lärare vid Lagos State at Methodist Girls’ High School (MGHS). Hon engagerade sig för kvinnors utbildning genom Lagos Women’s League. Hon engagerade sig i politiken via Action Group-partiets kvinnoförbund, och blev 1960 Nigerias första (och då enda) kvinnliga parlamentsledamot. 